# Ericeia amanda
Ericeia amanda là một loài bướm đêm trong họ Erebidae.